# Aprilie 2007
Acest articol este generat integral pe baza informațiilor din articolul 2007 și este actualizat periodic de un robot.
 Editările făcute în articol vor fi șterse la următoarea actualizare! Dacă doriți să faceți modificări, editați articolul-sursă.

ianuarie -
februarie -
martie -
aprilie -
mai -
iunie -
iulie -
august -
septembrie -
octombrie -
noiembrie -
decembrie
Aprilie 2007 a fost a patra lună a anului și a început într-o zi de duminică.

## Evenimente
- 2 aprilie: Premierul Călin Popescu Tăriceanu restructurează guvernul. PD-ul este exclus de la guvernare.
- 2 aprilie: Insulele Solomon sunt zguduite de un cutremur de magnitudine 8,1 grade Richter, urmat de un tsunami devastator.
- 3 aprilie: Trenul de mare viteză din Franța (TGV) a doborât recordul de viteză pe șine de cale ferată, atingând viteza de 574,8 kilometri pe oră.
- 3 aprilie: Președintele ucrainean Victor Iușcenko dizolvă parlamentul și stabilește alegeri anticipate pentru 27 mai.
- 9 aprilie: Președintele iranian Mahmoud Ahmadinejad anunță că Iranul va începe producția de combustibil nuclear la scară semi-industrială.
- 14 aprilie: Fostul campion la șah, Gari Kasparov, este arestat pentru a fi participat la un marș interzis de autorități.
- 16 aprilie: Are loc un masacru la o Universitate din Virginia, Statele Unite, unde un student a ucis 32 de persoane și a rănit încă 23, înainte de a se sinucide. Evenimentul tragic este cunoscut sub numele de: masacrul de la Virginia Tech.
- 19 aprilie: Camerele Reunite votează cererea de suspendarea a președintelui Traian Băsescu.
- 20 aprilie: Nicolae Văcăroiu este președintele interimar al României. Referendumul pentru demiterea președintelui va avea loc pe 19 mai.
- 22 aprilie: Conservatorul Nicolas Sarkozy și socialista Ségolène Royal s-au calificat pentru cel de-al doilea tur al alegerilor prezidențiale franceze.
- 23 aprilie: La Sibiu are loc cea de-a XV-a ediție a Galei Premiilor Uniunii Teatrale din România.
- 24 aprilie: Oamenii de știință de la laboratoarele Observatorului Spațial European din Silla, Chile au anunțat descoperirea unei noi planete, numită Gliese 581 C, asemănătoare Pământului, care se află în afara sistemului nostru solar.
- 25 aprilie: Turnul zgârie-nori Burj Dubai, aflat în construcție, depășește ca înălțime celebrul Sears Tower, devenind clădirea cu cele mai multe etaje (828 m).
- 27 aprilie: Primul tur al alegerilor prezidențiale din Turcia, declarat mai târziu invalid de Curtea Constituțională din Turcia.

## Nașteri
- 21 aprilie: Prințesa Isabella a Danemarcei, al doilea copil al Prințului Moștenitor Frederic al Danemarcei
- 29 aprilie: Infanta Sofía a Spaniei, a doua fiică a Regelui Filip al VI-lea al Spaniei

## Decese
- 1 aprilie: Ilie Greavu, 69 ani, fotbalist român (n. 1937)
- 1 aprilie: Driss Chraïbi, 80 ani, romancier marocan (n. 1926)
- 1 aprilie: Frieda Vigder, 96 ani, chimistă română (n. 1911)
- 3 aprilie: Robin Montgomerie-Charrington, 91 ani, pilot britanic de Formula 1 (n. 1915)
- 4 aprilie: John Flynn, 75 ani, regizor american și scenarist (n. 1932)
- 7 aprilie: Du'a Khalil Aswad, 17 ani, adolescentă de etnie kurdă din Irak (n. 1990)
- 7 aprilie: Mariano Gonzalvo Falcón, 85 ani, fotbalist spaniol (n. 1922)
- 8 aprilie: Ion Preda, 59 ani, deputat român (n. 1947)
- 8 aprilie: Richard Rorty, 75 ani, filosof american (n. 1931)
- 9 aprilie: Dumitru Pârvulescu, luptător român (n. 1933)
- 11 aprilie: Kurt Vonnegut, 84 ani, romancier american (n. 1922)
- 16 aprilie: Liviu Librescu, 76 ani, profesor israelian de etnie română (n. 1930)
- 16 aprilie: Ioan Ursu, 79 ani, fizician român (n. 1928)
- 17 aprilie: Gil Dobrică, 61 ani, cântăreț român (n. 1946)
- 18 aprilie: Emil Satco, 66 ani, istoric român, profesor, membru în Consiliul științific al Universității Cultural-Științifice Suceava (n. 1941)
- 18 aprilie: Pavel Sergheev, 75 ani, profesor rus (n. 1931)
- 19 aprilie: Jean-Pierre Cassel, 74 ani, actor de film, francez (n. 1932)
- 22 aprilie: Tome Arsovski, 78 ani, dramaturg macedonean (n. 1928)
- 23 aprilie: Boris Elțîn, 76 ani, primul președinte al Rusiei (1991-1999), (n. 1931)
- 23 aprilie: Paul Erdman, 74 ani, scriitor american (n. 1932)
- 23 aprilie: Boris Elțin, primul Președinte al Rusiei (n. 1931)
- 24 aprilie: Simon Fișel, 85 ani, chimist, profesor universitar și cercetător român (n.  1921)
- 24 aprilie: Simon Fișel, 85 ani, chimist, profesor universitar și cercetător evreu (n. 1921)
- 26 aprilie: Florea Dumitrache (aka Mopsul), 59 ani, fotbalist român (atacant), (n. 1948)
- 27 aprilie: Karel Dillen, 81 ani, politician belgian (n. 1925)
- 28 aprilie: Carl Friedrich von Weizsäcker (n. Carl Friedrich Freiherr von Weizsäcker), 94 ani, fizician german (n. 1912)
- 29 aprilie: Teodora Angela Lefterescu, 80 ani, căpitan român (n. 1926)
- 30 aprilie: Gordon Scott, 80 ani, actor de film și de televiziune, american (Tarzan), (n. 1926)
- 30 aprilie: Eugene Jarosewich, 81 ani, chimist american (n. 1926)
- 30 aprilie: Grégory Lemarchal, 23 ani, cântăreț francez (n. 1983)